# Sonia Clayton
Sonia Clayton (Buenos Aires, 16 de julio de 1967) es una botánica argentina.

## Biografía
En 1992 obtuvo una licenciatura en Ciencias Biológicas, por la Facultad de Ciencias Exactas y Naturales de la Universidad de Buenos Aires, Argentina.
Es profesora e investigadora del CONICET, sobre sistemática, morfología y evolución de plantas vasculares de América del Sur, especialmente de Asteraceae, y flora y biogeografía histórica de los Andes australes, en la Universidad Nacional del Comahue Inibioma, Conicet.

## Algunas publicaciones
- marcela v. Ferreyra, s. Claytonn, c. Ezcurra. 1998. La Flora Altoandina de los sectores Este y Oeste del Parque Nacional Nahuel Huapi, Argentina. Darwiniana 36: 65-79

- c. Ezcurra, marcela v. Ferreyra, s. Claytonn. 1995. Una nueva especie de Senecio (Asteraceae) del Noroeste de la Patagonia argentina. Hickenia, Boletín del Darwinion, II (34)

### Libros
- marcela Ferreyra, cecilia Ezcurra, sonia Clayton 2006. Flores de alta montaña de los Andes Patagónicos: guía para el reconocimiento de las principales especies de plantas vasculares altoandinas. Ed. LOLA, 239 pp. ISBN 9509725773, ISBN 9789509725775

## Honores
- La abreviatura «S.Clayton» se emplea para indicar a Sonia Clayton como autoridad en la descripción y clasificación científica de los vegetales.[1]